# Centro para el Desarrollo Tecnológico y la Innovación
El Centro para el Desarrollo Tecnológico y la Innovación (CDTI) de España es una entidad pública empresarial que tiene como objetivo promover la innovación y el desarrollo tecnológico de las empresas españolas. Para ello, es la agencia gubernamental encargada de canalizar las solicitudes de ayuda y apoyo a los proyectos de I+D+i de empresas españolas en los ámbitos estatal e internacional. Depende de la Secretaría General de Innovación del Ministerio de Ciencia, Innovación y Universidades. Tiene su sede central en la Calle del Cid, número 4 de Madrid.
Desde su creación en 1977 el CDTI ha venido realizando una activa labor de apoyo financiero y asesoramiento tecnológico de empresas españolas, con el objetivo de gestionar buena parte de las líneas de ayudas de la I+D+i estatales en España, a nivel nacional e internacional. Forma parte de la Red Europea de Agencias de Innovación. En 2012 pasó a ser un grupo empresarial al constituir dos filiales: INNVIERTE Economía Sostenible Coinversión e INNVIERTE Economía Sostenible. La primera de estas, fue absorbida por al segunda en 2015. La Ley 17/2022, de 5 de septiembre, que modifica la Ley de Ciencia, renombró el organismo, abandonando su tradicional denominación, Centro para el Desarrollo Tecnológico Industrial, pero manteniendo su acrónimo característico, CDTI.
El grueso de la infraestructura del CDTI se encuentra en Madrid, aunque también dispone de una red de oficinas o representantes en el exterior para apoyarlas en sus actividades tecnológicas de tipo internacional: Japón —SBTO (Spain Business and Technology Office)—, Bélgica —SOST (Spain Office of Science and Technology) y Secretariado Permanente de Eureka—, Brasil —FINEP (Financiadora de Estudos e Projetos)—, Corea, Chile, Marruecos, China, India, México y EE. UU..

## Funciones
Son funciones del CDTI:
- Identificar áreas tecnológicas prioritarias.
- Promover la colaboración entre la industria y las Instituciones y Organismos de investigación y desarrollo tecnológico.
- Promocionar la explotación industrial de las tecnologías desarrolladas por iniciativa del propio Centro o por otros Centros públicos y privados y apoyar la fabricación de preseries y la comercialización de nuevos productos y procesos, especialmente en mercados exteriores.
- Participar a riesgo y ventura o mediante créditos privilegiados en programas y proyectos de desarrollo tecnológico o de diseño industrial.
- Participar en operaciones de capital-riesgo, mediante la toma de acciones u otras participaciones minoritarias representativas del capital social, en nuevas Empresas con tecnología emergente.
- Encargar y adquirir prototipos de productos y plantas piloto.
- Desarrollar un programa de gestión de apoyo a la innovación tecnológica.
- Evaluar el contenido tecnológico y económico-financiero de los proyectos en los que intervengan Empresas.
- Contratar con las Universidades, Organismos públicos de investigación y Empresas la promoción de la explotación comercial de las tecnologías desarrolladas por ellas.
- Colaborar con la Comisión Interministerial de Ciencia y Tecnología en la obtención de los adecuados retornos científicos, tecnológicos e industriales de los Programas Internacionales con participación española y gestionar los que, de acuerdo con lo establecido en el artículo 8 de la Ley 13/1986, de 14 de abril, aquella le encomiende.
- El impulso, dirección y seguimiento de las acciones y programas relacionados con la investigación, el desarrollo tecnológico y la innovación en materia espacial, de acuerdo con las directrices del Ministerio de Ciencia, Innovación y Universidades.

## Estructura
El CDTI cuenta con las siguientes subdirecciones:
- Secretaría General

- Dirección Económico-Financiera
  - Evaluación Financiera
  - Apoyo a la innovación
  - Administración y Finanzas
  - Capitalización de empresas

- Dirección de Programas de la UE y Cooperación Territorial
  - Retos Sociales
  - Liderazgo Industrial
  - Promoción Institucional y Cooperación Territorial
- Dirección de Espacio, Grandes Instalaciones y Programas Duales
  - Espacio
  - Grandes Instalaciones y Programas Duales
- Dirección de Evaluación Cooperación Tecnológica
  - Biotecnología, Ciencias de la Salud y Agroalimentación
  - Tecnologías Químicas, Medioambientales y de los Materiales
  - División de Tecnologías Industriales y de la Sociedad de la Información
  - Dirección Adjunta de Cooperación Tecnológica
- Dirección de Certificación y Compra Pública Innovadora
  - División de Control de Proyectos
  - Oficina de Compra Pública Innovadora

## Programas

### Programas de apoyo a la innovación
- Neotec
- Innvierte
- Proyectos de tecnologías facilitadoras esenciales
- Proyectos I+D orientados a restos en la sociedad
- Líneas de apoyo al capital de riesgo de las empresas innovadoras que invierten en I+D

### Programas espaciales
Hasta la creación de la Agencia Espacial Española en 2023, el CDTI gestionaba la mayor parte del programa espacial de España en el ámbito civil, pero al no contar con centros de investigación ni de desarrollo propios, su función primordial era la gestión presupuestaria. El resto de actividades eran delegadas generalmente a empresas privadas, y en menor medida a otras instituciones del gobierno como el INTA. Asimismo, también ejercía funciones de representación institucional en foros internacionales, ya fuere de forma directa como en el caso de la Agencia Espacial Europea, o de forma indirecta al delegar esta representación en otros organismos del Gobierno.
Programas financiados por CDTI:
- Programa Nacional de Observación de la Tierra por Satélite, incluyendo los satélites Ingenio y Paz
- Programa Nacional de Espacio, anteriormente conocido como Programa Nacional de Investigación Espacial
- Programa Nacional de Astronomía y Astrofísica
- SST/S3T: vigilancia espacial y protección de los satélites frente a los riesgos de la basura espacial. El Spanish Space Surveillance and Tracking (S3T) es la contribución española al programa europeo Space Surveillance and Tracking (SST)[9]
- Seguimiento de programas espaciales europeos relevantes en materia de espacio y seguridad: Galileo, Copernicus, Govsatcom
- Spainsat NG
- Delegación Española en la ESA

### Programas aeronáuticos
Programas aeronáuticos:
- Programa Nacional de Aeronáutica (PNA)
- Programas Cualificados Civiles
- Programas Estratégicos de Infraestructuras

## Directores
1. Juan Luengo Vallejo (1978-1980)
2. Jaime Vallori Bennasar (1984-1986)
3. Vicente Gómez Domínguez (1996-2004)
4. Maurici Lucena i Betriu (2004 - 2010)
5. Arturo Azcorra Saloña (2010-2012)
6. Elisa Robles Fraga (2012-2014)
7. Francisco Marín Pérez (2015-2018)
8. Francisco Javier Ponce Martínez (2018-2024)[11]
9. José Moisés Martín Carretero (2024-)[12]